# An Vinh, Gia Lai
An Vinh là một xã thuộc tỉnh Gia Lai, Việt Nam.

## Địa lý
Xã An Vinh có diện tích 80,17 km², dân số năm 2021 là 2.038 người, mật độ dân số đạt 25 người/km².

## Hành chính
Xã An Vinh được chia thành 7 thôn: 1, 2, 3, 4, 5, 6, 7.